# Marienkirche (Prenzlau)

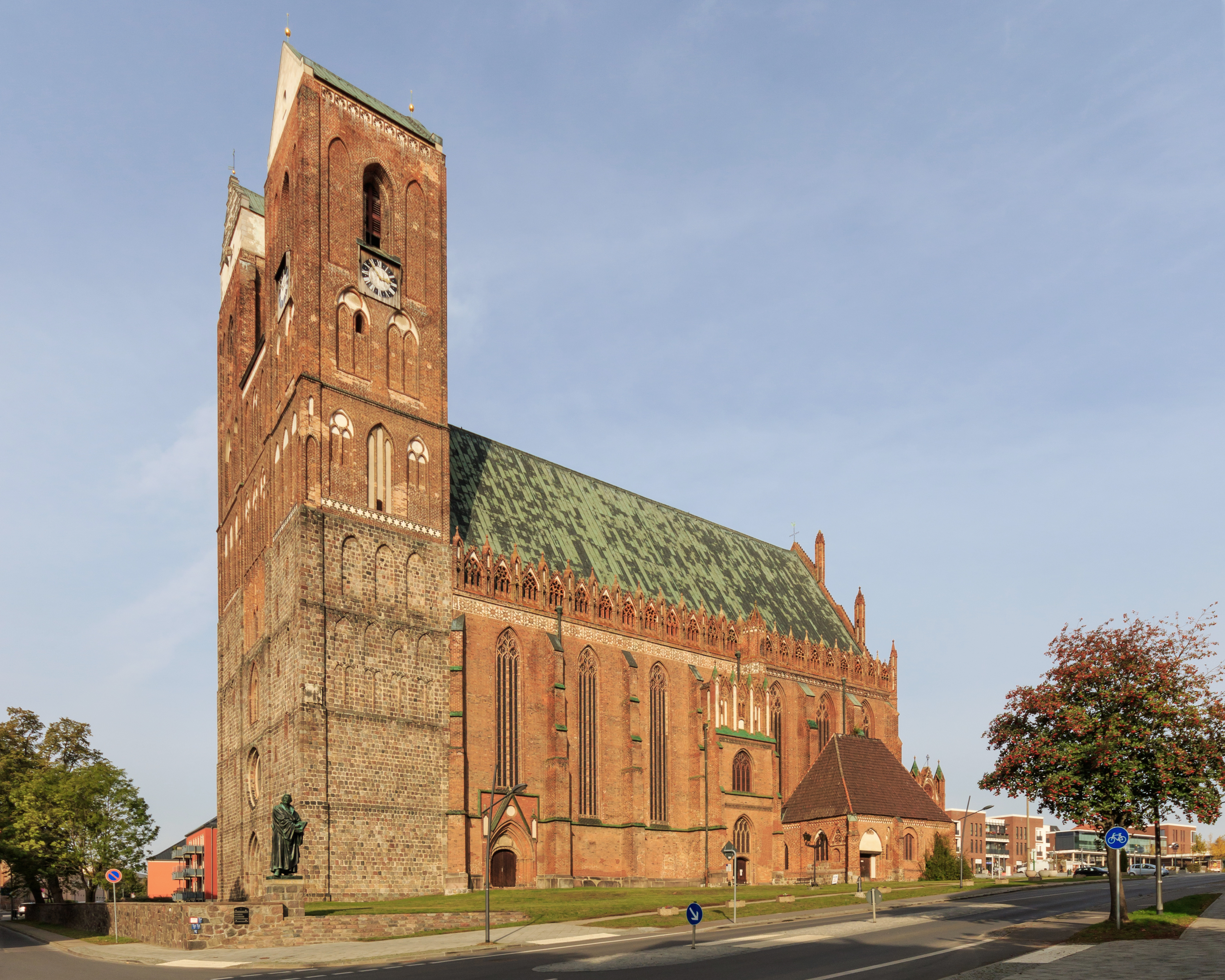
Marienkirche

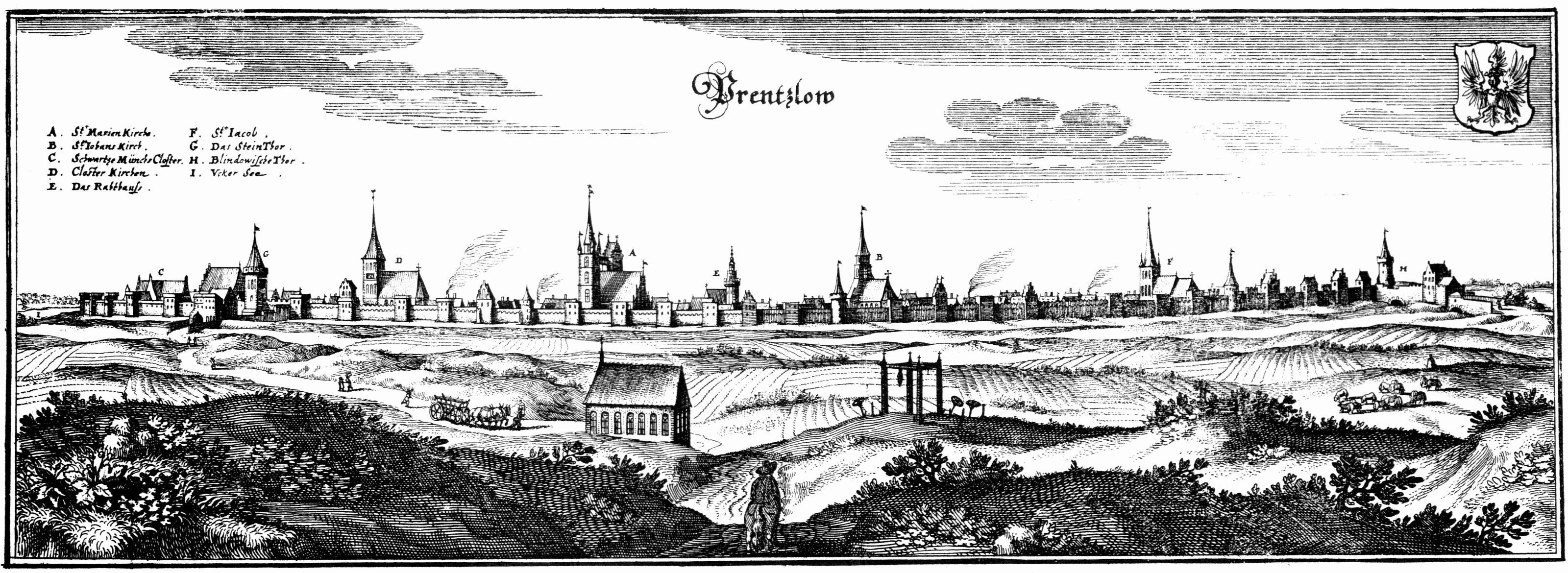
Merian-Stadtansicht von 1652

Die Marienkirche in Prenzlau ist die evangelische Hauptpfarrkirche der Stadt und gehört zu den an Bauschmuck reichsten Kirchen der Backsteingotik in Norddeutschland. Das Bauwerk steht unter Denkmalschutz. Die Kirche gehört zum Kirchenkreis Uckermark der Evangelischen Kirche Berlin-Brandenburg-schlesische Oberlausitz.

## Geschichte

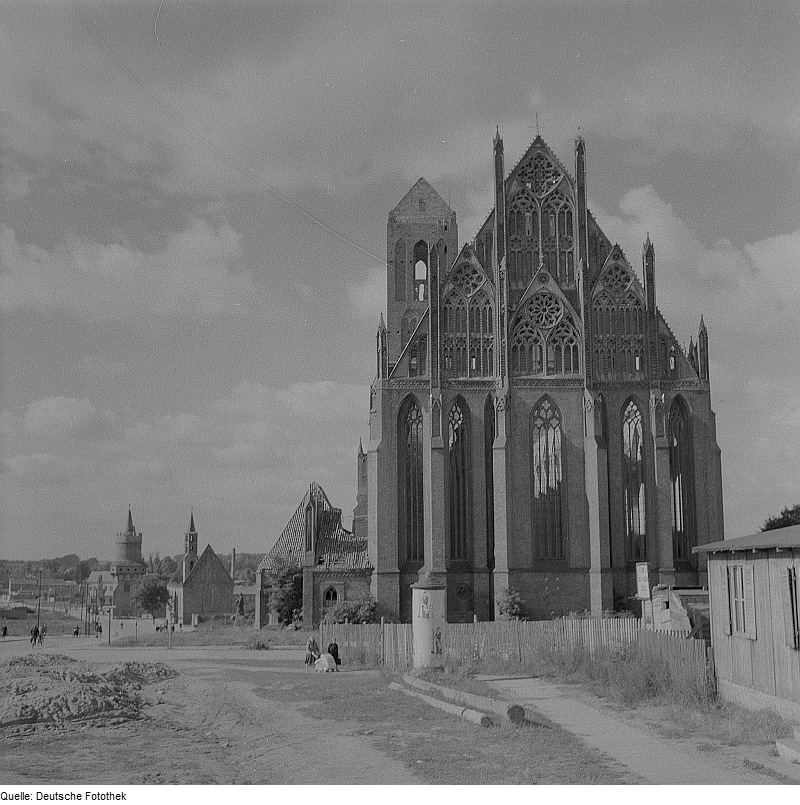
Kirchenruine nach 1950

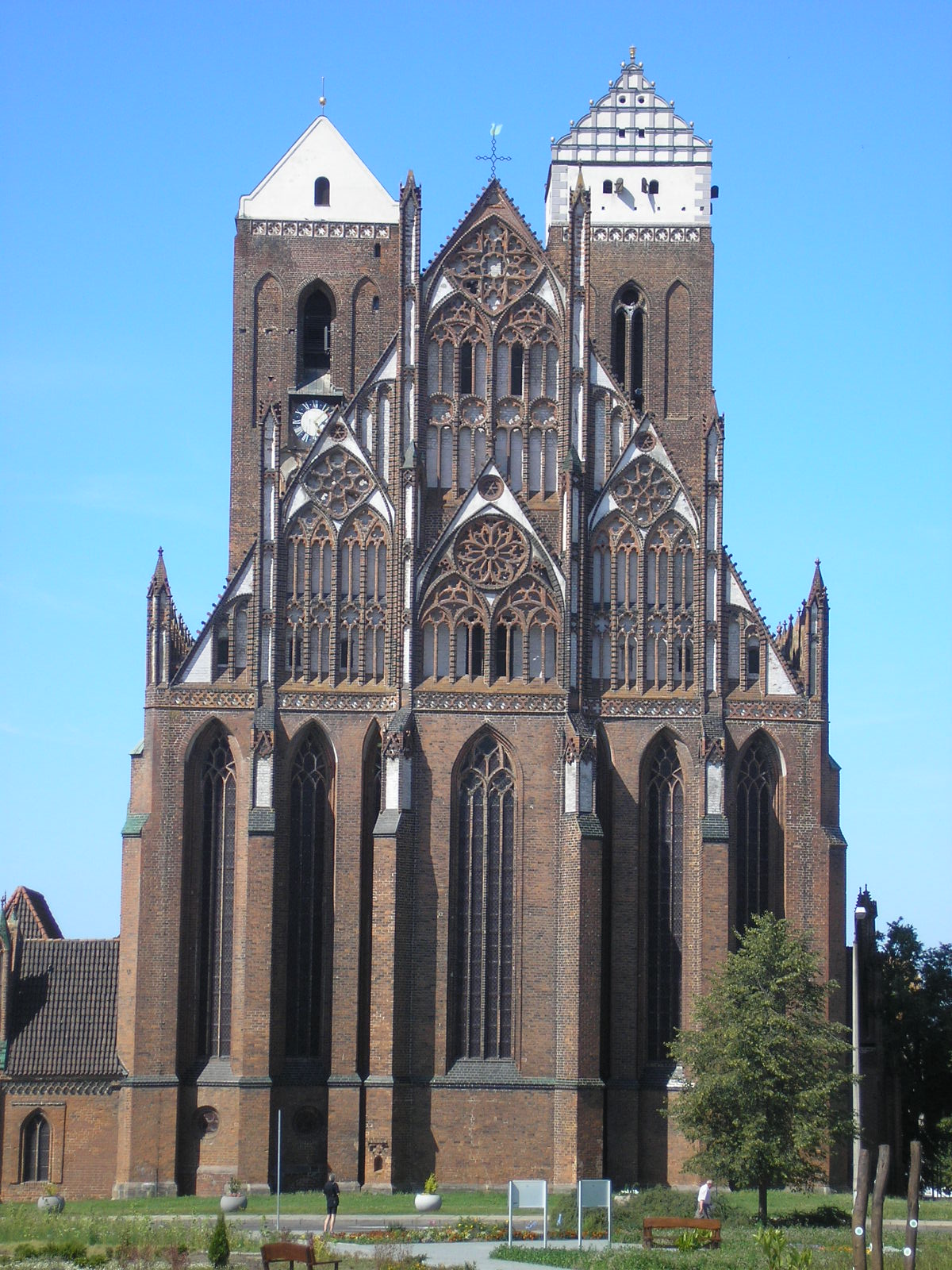
Schaufassade im Osten, 2009

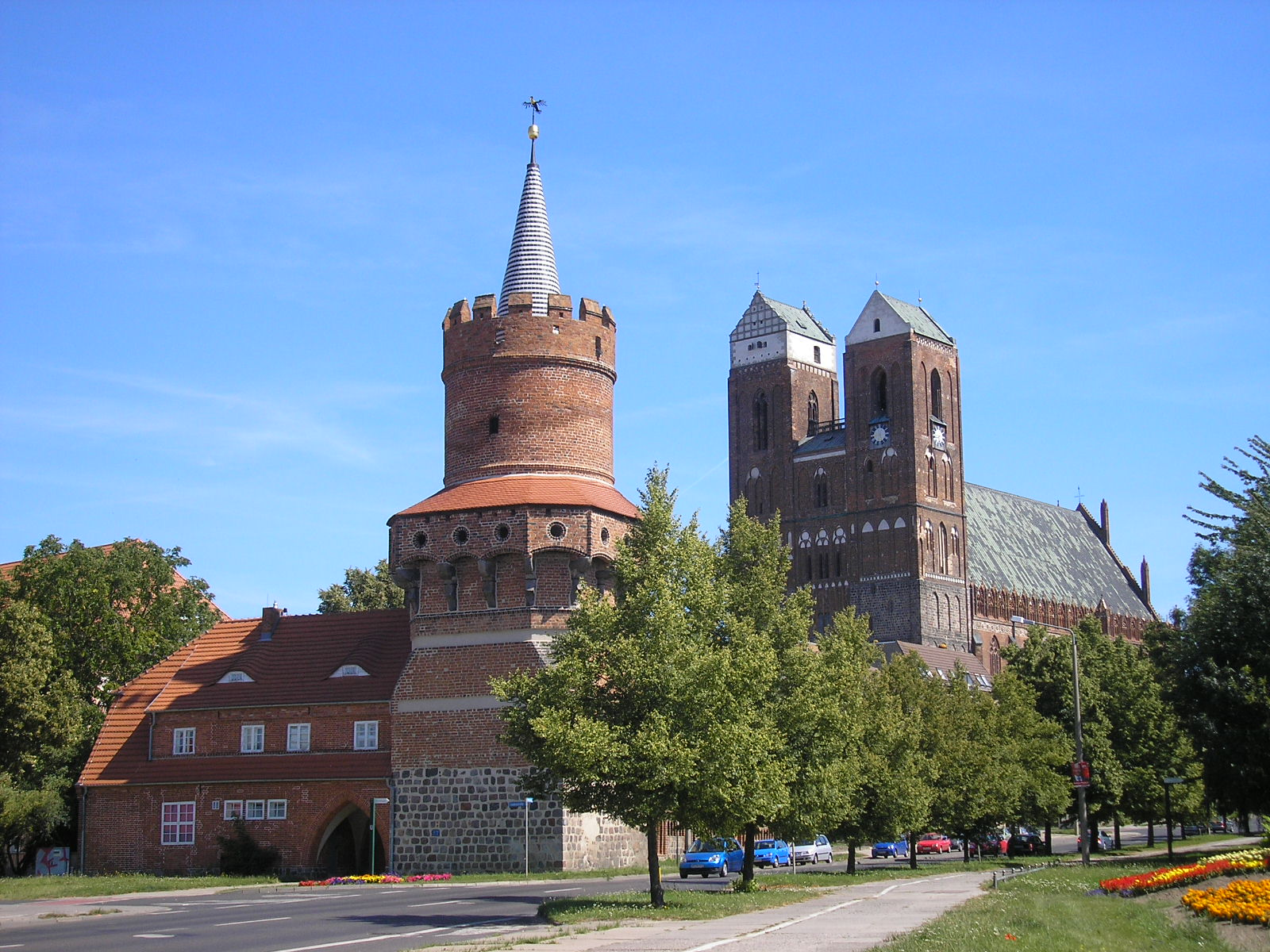
Mitteltorturm und Marienkirche

### Vorgängerbau
Der Vorgängerbau wurde von 1235 bis 1250 als dreischiffige Feldsteinhallenkirche mit einem zweijochigen Langhaus, wenig breiterem Querhaus und einem eingezogenen geraden Chor erbaut. Nach der Mitte des 13. Jahrhunderts wurde diesem Bauwerk der noch erhaltene zweitürmige Westbau vorgelegt.

### Hochgotischer Neubau
Von 1289 bis 1340 erfolgte der Kirchenneubau als dreischiffige gotische Hallenkirche im Stil der Backsteingotik unter Einbeziehung des Westteils des Vorgängerbaus aus Feldsteinmauerwerk. Die großräumige Kirche mit sieben Jochen ist 56 Meter lang, 26 Meter breit und 22 Meter hoch; der Dachfirst ist heute 43 Meter hoch. Sie wurde in zwei Abschnitten errichtet, deren Grenze bei den Treppentürmen verläuft. Sie hat je einen relativ flachen, apsidialen Ostabschluss für jedes Schiff.
Im 14. und 15. Jahrhundert kamen die Anbauten der Christophskapelle mit einem Schaugiebel und der zweischiffigen, dreijochigen Margaretenkapelle mit polygonalem Schluss an der Südseite hinzu. Das Kreuzrippengewölbe der Margaretenkapelle blieb erhalten. Nach Westen schließt sich eine zweigeschossige Vorhalle an. Auf der Nordseite entstand eine von einem Maßwerkgiebel nach der Art des Hinrich Brunsberg bekrönte Vorhalle.

#### Schaufassade
Die prächtige östliche Schaufassade gilt wegen ihrer anspruchsvollen Konstruktion als „einmalig“ in der Backsteingotik; sie ist in den Einzelformen an dem Vorbild des Fassadenrisses F des Kölner Doms orientiert. Der flache Giebel steht über dem Ostabschluss der drei Schiffe. Die Apsiden sind deshalb nur gering ausgebildet mit zwei Polygonseiten in den Seitenschiffen und dreien im Mittelschiff. Einmalig ist, dass die im Inneren an den polygonalen Apsiden orientierten Fenster außen in die plane Schaufassade eingepasst wurden, so dass sich schräge Fensterlaibungen ergeben.
Der Giebel ist mit 22 Metern so hoch wie die senkrechte Chormauer. Die sechs Strebepfeiler enden in zierlichen Fialen. Eine fensterähnliche Gestaltung mit Stab- und Maßwerk aus rot- und schwarzglasierten Steinen, mit zusammenfassenden Wimpergen und mit Maßwerkfriesen ergänzt das Bild der Schaufassade.

#### Seitenwände
Die äußeren Seitenwände werden gegliedert durch die vierteiligen Maßwerkfenster und die mehrfach abgetreppten Strebepfeiler. Über die Traufe ragend befindet sich über einem Maßwerkfries und zwischen Fialpfeilern ein transparenter Kranz aus durchbrochenen Wimpergen. An den vier West-Jochen der Südseite läuft ein Plattenfries mit pflanzlichen Motiven.

#### Vorhalle und Portale
Die nördliche Vorhalle vom Anfang des 15. Jahrhunderts hat einen dreiteiligen Wimperg-Giebel im Brunsberg-Stil. Das große fünffach abgetreppte Westportal hat Kehlen und Rundstäbe in den Abtreppungen. Darüber befindet sich in Richtung Mittelschiff ein Rundfenster. Ein reichhaltig gestaltetes Portal befindet sich an der Nordseite, ein weiteres an der Südseite.

#### Türme

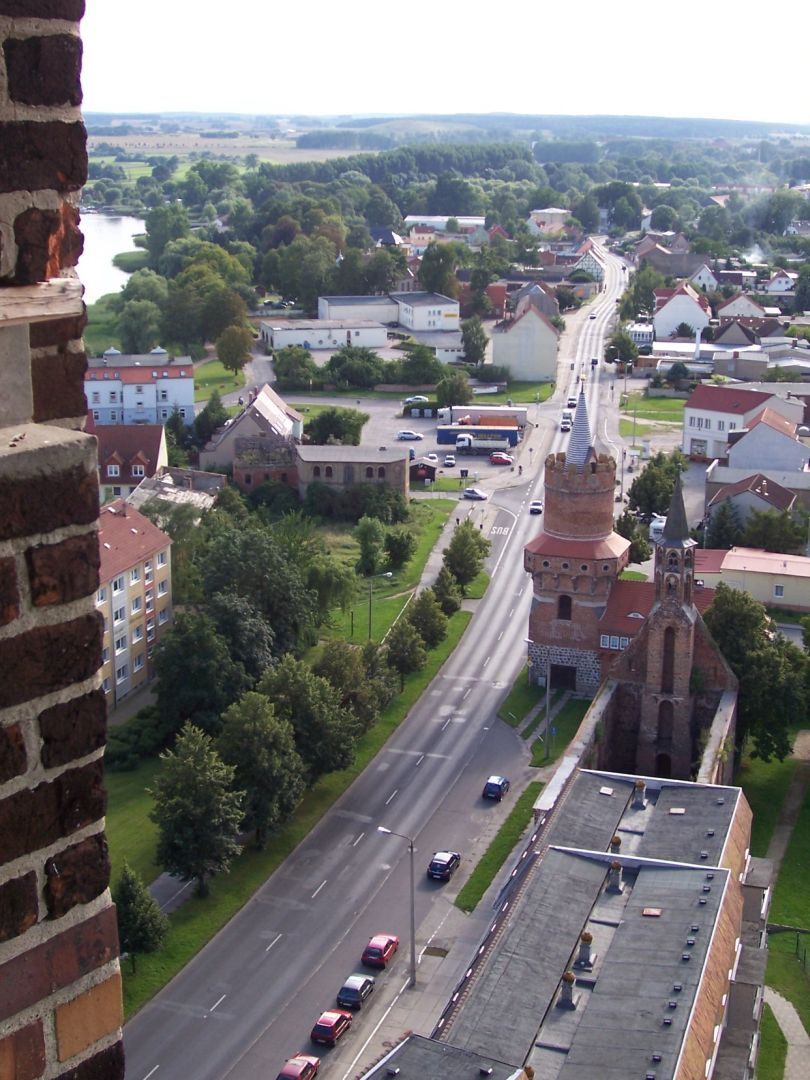
Blick vom Turm

Die unteren Geschosse des Westbaus aus Feldstein sind mit Ecklisenen und flachen Blenden gegliedert. Im 14. Jahrhundert wurden die Türme des ursprünglichen Westbaus um drei Geschosse aus Backstein aufgestockt, der Mittelteil erhielt zwei Backsteingeschosse. Den Abschluss des Nordturms mit 68 Metern Höhe bildet ein Satteldach in Ost-West-Richtung zwischen zwei Renaissancegiebeln. 234 Stufen führen zur Türmerstube.
Der Abschluss des Südturms mit 64 Metern Höhe besteht seit 1776. Auch er hat seit 1972 ein Satteldach wie beim Nordturm, aber ohne den 4 Meter hohen Sockel. Im oberen Geschoss wurden zwei Uhren installiert.
Die oberen Geschosse der Türme sind reichhaltiger mit spitzbogigen Blenden aus dem 14. Jahrhundert gegliedert und haben hohe spitzbogige Schallöffnungen mit einfachem Maßwerk in den Glockengeschossen. Der Westbau zeigt trotz Einbeziehung der älteren Mauerteile des Vorgängerbaus und der fragmentarischen Turmabschlüsse eine ausgesprochen monumentale Wirkung, die mit den hoch- und spätgotischen Pfarrkirchen in Wismar und Stralsund vergleichbar ist.

#### Inneres
Im großräumigen, streng gehaltenen Inneren wurde das Kreuzrippengewölbe mit zwischenliegenden Scheidbögen durch die zwölf reichgestalteten, kreuzförmigen Pfeiler getragen; die vier stirnseitigen Pfeilervorlagen besitzen kräftige Dreiviertelrunddienste (Vorlagen). Die Seitenwände weisen umlaufende Sockelzonen mit zwei spitzbogigen Blenden pro Joch auf. Darüber befindet sich ein Laufgang. Die schlanken Maßwerkfenster sind zumeist vierteilig. Das Fenstermaßwerk wurde bei den Restaurierungen verändert; als ursprünglich könnte das Maßwerk der drei östlichen Fenster auf der Südseite gelten. Der feinprofilierte hochgotische Innenraum der Kirche nimmt innerhalb der Backsteingotik auf Grund eben dieser Eigenschaften eine gewisse Ausnahmestellung ein.
Vor dem Hochaltar befand sich der Grabstein der Adelheid von der Asseburg († 1588), Gemahlin des Leonhard von Kotze, ihr Bildnis war im rechten Seitenschiff zu sehen. Von 1581 bis 1918 wurde auf Grund eines Legats täglich in ihrer Todesstunde gegen zwei Uhr nachmittags geläutet, bis in der Inflation ihre Stiftung verfiel; so blieb ihr Gedächtnis in der Gemeinde lebendig.
Das Rundfenster im Westen nach einem Entwurf von Johannes Schreiter aus dem Jahr 1995 verbindet das Kreuzmotiv mit Farben und abstrakten Formen, die an Leid, Zerstörung, Krieg und Wiederaufbau erinnern sollen.

### Zwischen Reformation und Neuzeit
Der spätere Hof- und Domprediger in Berlin, Johannes Fleck (1559–1628), wirkte von 1596 bis 1601 als Inspektor (Superintendent) an der Marienkirche Prenzlau.
Während des Dreißigjährigen Krieges wurde der Leichnam des schwedischen Königs Gustav II. Adolf im Rahmen der Überführung nach Schweden vom 20. bis 22. Dezember 1632 im Nordturm der Marienkirche aufbewahrt.
In den Jahren 1844/46 fand eine umfassende Umgestaltung im Innern der Kirche im neugotischen Stil durch Eduard Knoblauch statt. Zwischen 1878 und 1887 wurde das Äußere der Kirche restauriert.

### Wiederaufbau

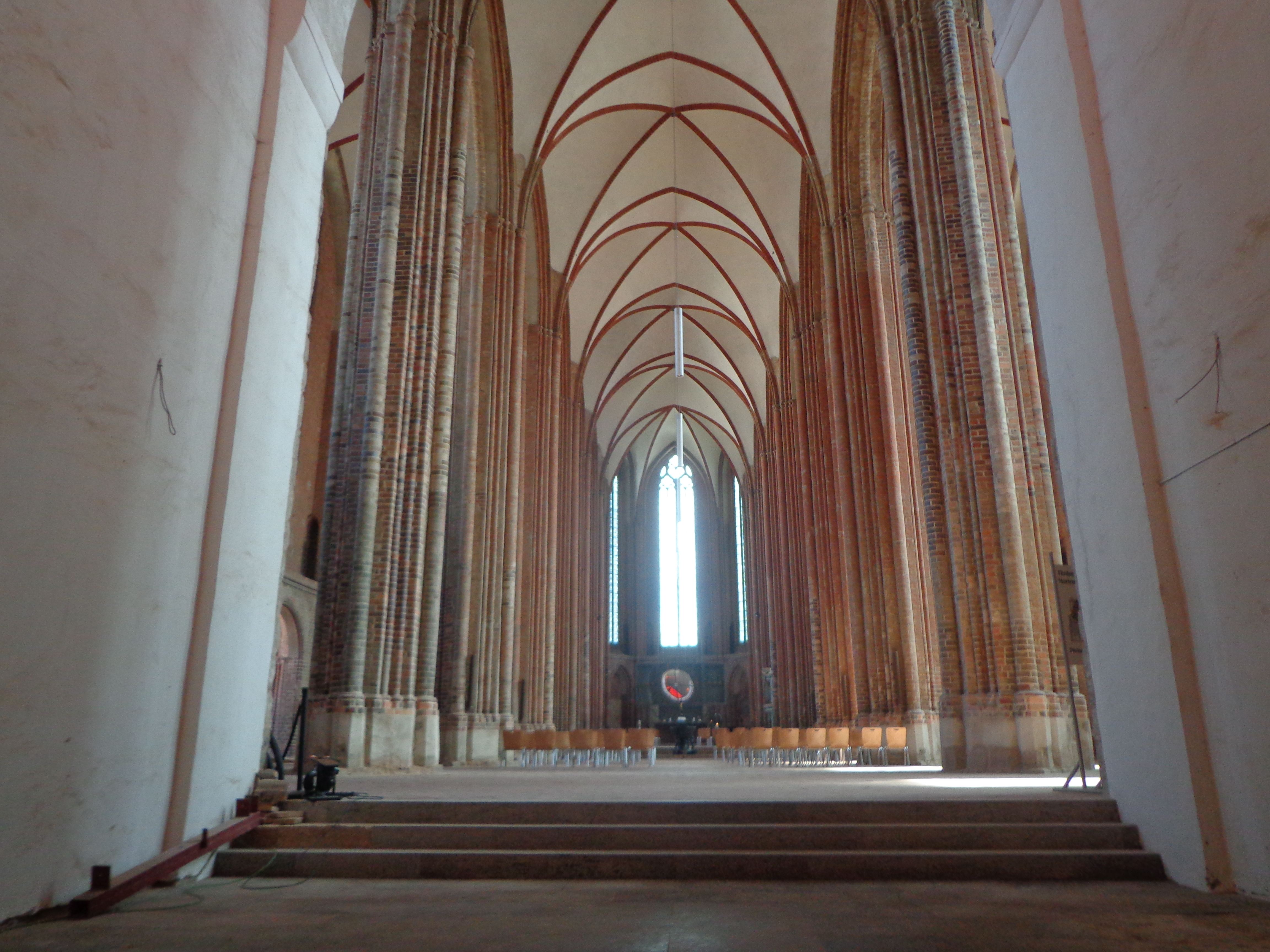
Innenansicht nach Wiederherstellung der Gewölbe (2022)

Bei der Besetzung und Zerstörung Prenzlaus am Ende des Zweiten Weltkriegs durch die Rote Armee am 27./28. April 1945 brannte die Kirche mit dem gewaltigen Dachstuhl des Kirchenschiffs aus und das Gewölbe stürzte ein; die Umfassungsmauern und Pfeilerarkaden blieben erhalten. Im Jahr 1947 stürzten die bis dahin erhaltenen Giebel des Nordturmabschlusses ein. In den Jahren 1949/50 wurde der Ostgiebel gegen Einsturz gesichert. Der Wiederaufbau begann 1970, 1972 die Montage des Dachstuhls, 1973/74 die Eindeckung des Satteldaches mit Kupferplatten sowie die Instandsetzung der Treppenanlage in den Türmen und die Eindeckung der Margaretenkapelle. Von 1972 bis 1988 erfolgte die Instandsetzung der Turmfassaden, der Innenausbau der Südkapellen sowie die Restaurierung des Ostgiebels und der östlichen Südfassade. 1982 war der Nordturm vollendet, 1984 das Dach des Südturms, 1988 die Eindeckung und die Einwölbung der Nordvorhalle und 1990/91 die Fassadensanierung; diese Maßnahmen wurden mit Hilfe eines Kirchenbauprogramms in der DDR finanziert. 1990 fand eine Feierstunde für das Erreichte statt. Das moderne Rosettenfenster mit dem Thema Zerstörung und Wiederaufbau wurde vom Glasbildner Johannes Schreiter realisiert und 1995 übergeben. 1997 wurde der Altar wieder aufgestellt.
Für den Wiederaufbau der Gewölbe und der Empore wurden seit 2013 Spenden gesammelt. Im Haushalt der Kulturstaatsministerin wurden 2014 dazu zusätzliche Mittel in Höhe von 3,24 Millionen Euro bereitgestellt. Seit August 2015 wurden die Ausschreibungen und Vorbereitungen zum Wiederaufbau der Gewölbe vorgenommen. Von Juni 2018 bis Ende 2020 war der Wiederaufbau der Gewölbe geplant. Nach anfänglichen Verzögerungen liefen die Bauarbeiten planmäßig. Im April 2019 waren bereits drei, im August 2019 fünf der sieben Joche fertiggestellt. Der Wiederaufbau der Gewölbe wurde wie geplant 2020 vollendet. Am 14. Januar 2020 wurde der letzte Schlussstein der Gewölbe gesetzt. Am 17. Mai 2020 fand ein Gottesdienst anlässlich der Fertigstellung der Gewölbe in der benachbarten Kirche St. Jakobi statt. Nach Abschluss der Arbeiten an der Empore und der Orgel wird der wiederhergestellte Innenraum der Marienkirche im Herbst 2021 wieder für Gottesdienste genutzt.

## Ausstattung und Orgel

### Hochaltar

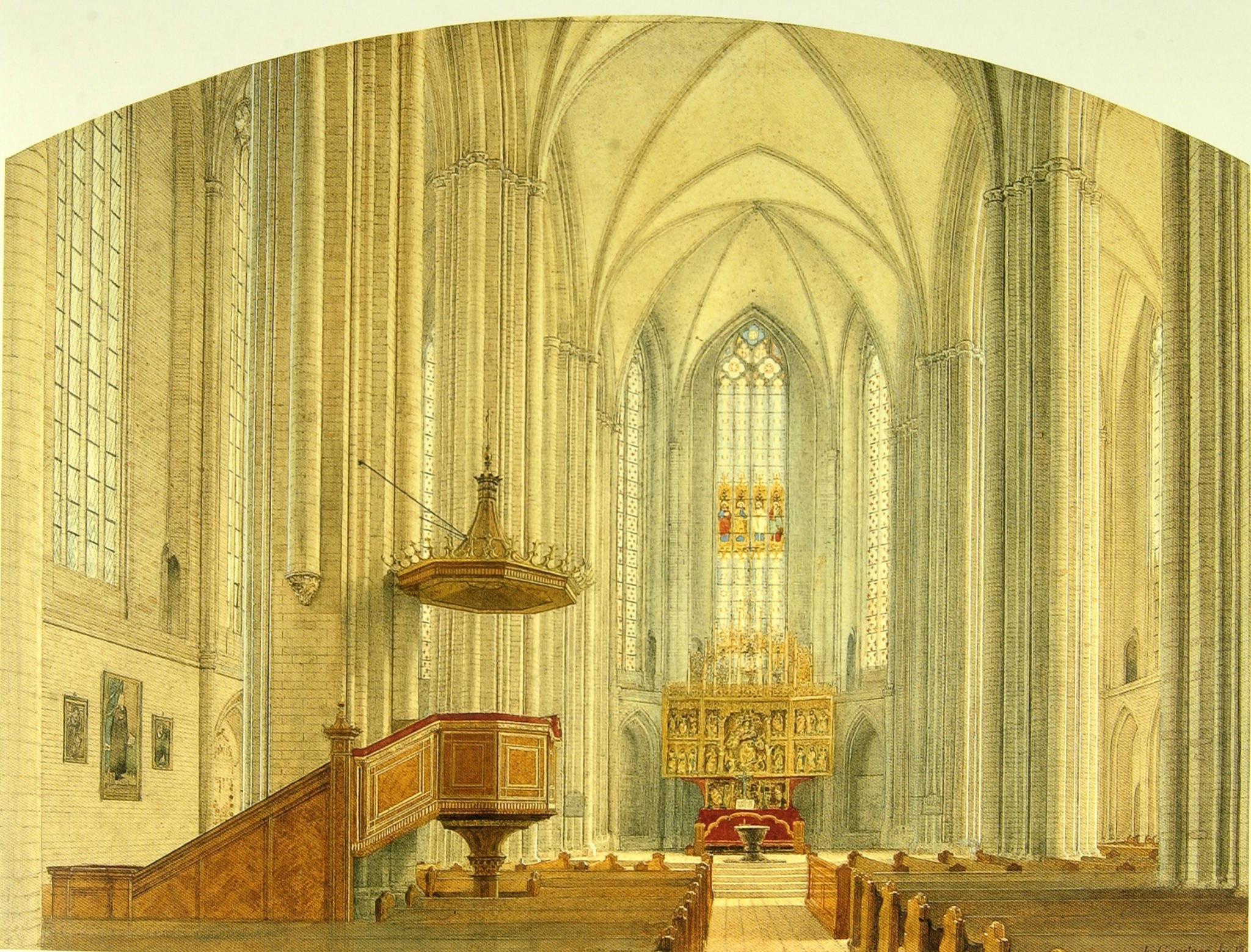
Das Kircheninnere 1877 (von Eduard Gärtner)

Der spätgotische Hochaltar wurde um 1512 vom Meister des Prenzlauer Hochaltars in Lübeck geschaffen. Er überstand die Zerstörung der Kirche, weil er eingemauert worden war und war bis 1991 in der Klosterkirche Prenzlau aufgestellt. Nach einem Diebstahl in diesem Jahr konnte ein großer Teil der gestohlenen Figuren zurückgebracht werden, einige Figuren sind aber bis heute verschollen. Danach wurden die Figuren und Reliefs unter Freilegung der Originalfassung restauriert und in einem rekonstruierenden Aufbau angeordnet.
Im Schrein ist eine Mondsichelmadonna dargestellt, die ursprünglich von vier Engeln umgeben war, von denen nur zwei erhalten sind. Seitlich davon sind vier kleinere, in zwei Reihen angeordnete Heilige dargestellt. In den Flügeln sind in zwei Reihen die Apostel dargestellt, von denen nur neun erhalten sind. In der Predella ist ein breites, lebendiges Relief der Anbetung der Könige zu sehen. Das einst sehr reiche Gesprenge zeigt die Darstellungen von Christus mit der Siegesfahne, Georg und Mauritius und eine bekrönende Madonna im Strahlenkranz.

### Orgel
1567/68 wurde die erste Orgel eingebaut. 1743 folgte eine neue Orgel mit zwei Manualen und etwa 20 Registern durch Johann Michael Röder. 1847, nach der Umgestaltung der Kirche, konnte die neue Orgel mit zwei Manualen und 33 Registern von Carl August Buchholz aus Berlin eingeweiht werden. 1945 wurde sie zerstört und bisher nicht wieder ersetzt.
Nach der Wiederherstellung der Gewölbe bis 2020 ist der Einbau einer historischen Orgel der Firma William Hill & Son aus dem Jahr 1904 vorgesehen, die aus der ehemaligen West Parish Church Kilbarchan in Schottland hierher transportiert und in die Marienkirche eingebaut werden soll. Dazu muss noch die frühere Orgelempore wieder aufgebaut werden, deren Baukosten inzwischen mit rund einer Million Euro geschätzt werden.
Im Jahr 2018 begann der Ausbau des dortigen dreimanualigen Spieltisches, der in der Eberswalder Orgelbauwerkstatt unter Orgelbauer Andreas Mähnert renoviert und angepasst wird.
1867 wurde Ernst Flügel Organist und Gymnasialgesanglehrer in Prenzlau und er war bis 1879 als Pianist und Organist auch an der Marienkirche tätig.
Seit 2007 arbeitet der Kantor und Orgelsachverständige Hannes Ludwig für die evangelische Kirche Prenzlau. Er hatte sich um die Anschaffung einer gebrauchten Orgel für die Marienkirche gekümmert und den Kontakt mit der schottischen Kirchengemeinde hergestellt. Die Kirche in Kilbarchan wurde entwidmet und verkauft, für die Orgel gab es ein weltweites Nutzungsinteresse. Die Prenzlauer erhielten den Zuschlag, weil sie die einzige Gemeinde sind, die das historische Instrument 1:1 wieder aufbauen und spielen wollen. Für den Ab- und Wiederaufbau, die Aufarbeitung und die Installation werden noch einmal 400.000 Euro veranschlagt. Zur Finanzierung wurden Kirchenarchivalien verkauft, Drittmittel und Spenden eingeworben sowie bereits geplante Projekte zurückgestellt.
Die Orgel selbst ist acht Meter breit, sieben Meter hoch und mit 2500 Orgelpfeifen bestückt, deren längste fünf Meter hoch sind. Da es keine Konstruktionszeichnungen der Orgel gibt, haben die Spezialisten den Abbau mit tausenden Fotos dokumentiert und exakt gekennzeichnet. Gegebenenfalls werden noch Archiv- oder Vergleichsrecherchen nötig. Der gesamte Einbau soll im Jahr 2026 abgeschlossen sein. Die Orgel hat 38 Register auf drei Manualen und Pedal.
| I Great Organ C–a3 |                  |     |
| 01.                | Double Diapason  | 16' |
| 02.                | Open Diapason    | 08' |
| 03.                | Open Diapason    | 08' |
| 04.                | Stopped Diapason | 08' |
| 05.                | Hohl Flute       | 08' |
| 06.                | Principal        | 04' |
| 07.                | Harmonic Flute   | 04' |
| 08.                | Fifteenth        | 02' |
| 09.                | Mixture III      | 0   |
| 10.                | Posaune          | 08' |
| 11.                | Clarion          | 04' |

| II Choir Organ C–a3 |                  |       |
| 12.                 | Dulciana         | 8'    |
| 13.                 | Viol di Gamba    | 8'    |
| 14.                 | Lieblich Gedeckt | 8'    |
| 15.                 | Suabe Flute      | 4'    |
| 16.                 | Nazard           | 2 ⁄3' |
| 17.                 | Piccolo          | 2'    |
| 18.                 | Clarinet         | 8'    |
|                     | Tremulant        |       |

| III Swell Organ C–a3 |                |     |
| 19.                  | Bourdon        | 16' |
| 20.                  | Open Diapason  | 08' |
| 21.                  | Salicional     | 08' |
| 22.                  | Voix Celeste   | 08' |
| 23.                  | Hohl Flute     | 08' |
| 24.                  | Principal      | 04' |
| 25.                  | Fifteenth      | 02' |
| 26.                  | Mixture III    |     |
| 27.                  | Double Trumpet | 16' |
| 28.                  | Horn           | 08' |
| 29.                  | Oboe           | 08' |
| 30.                  | Clarion        | 04' |
| 31.                  | Vox Humana     | 08' |
|                      | Tremulant      |     |

| Pedal Organ C–f1 |               |     |
| 32.              | Open Diapason | 16' |
| 33.              | Violone       | 16' |
| 34.              | Bourdon       | 16' |
| 35.              | Octave        | 08' |
| 36.              | Violoncello   | 08' |
| 37.              | Bass Flute    | 08' |
| 38.              | Trombone      | 16' |

- Koppeln: III/I, III/II, III/III (Sub- und Superoktavkoppeln), I/P, II/P, III/P

## Umgebung

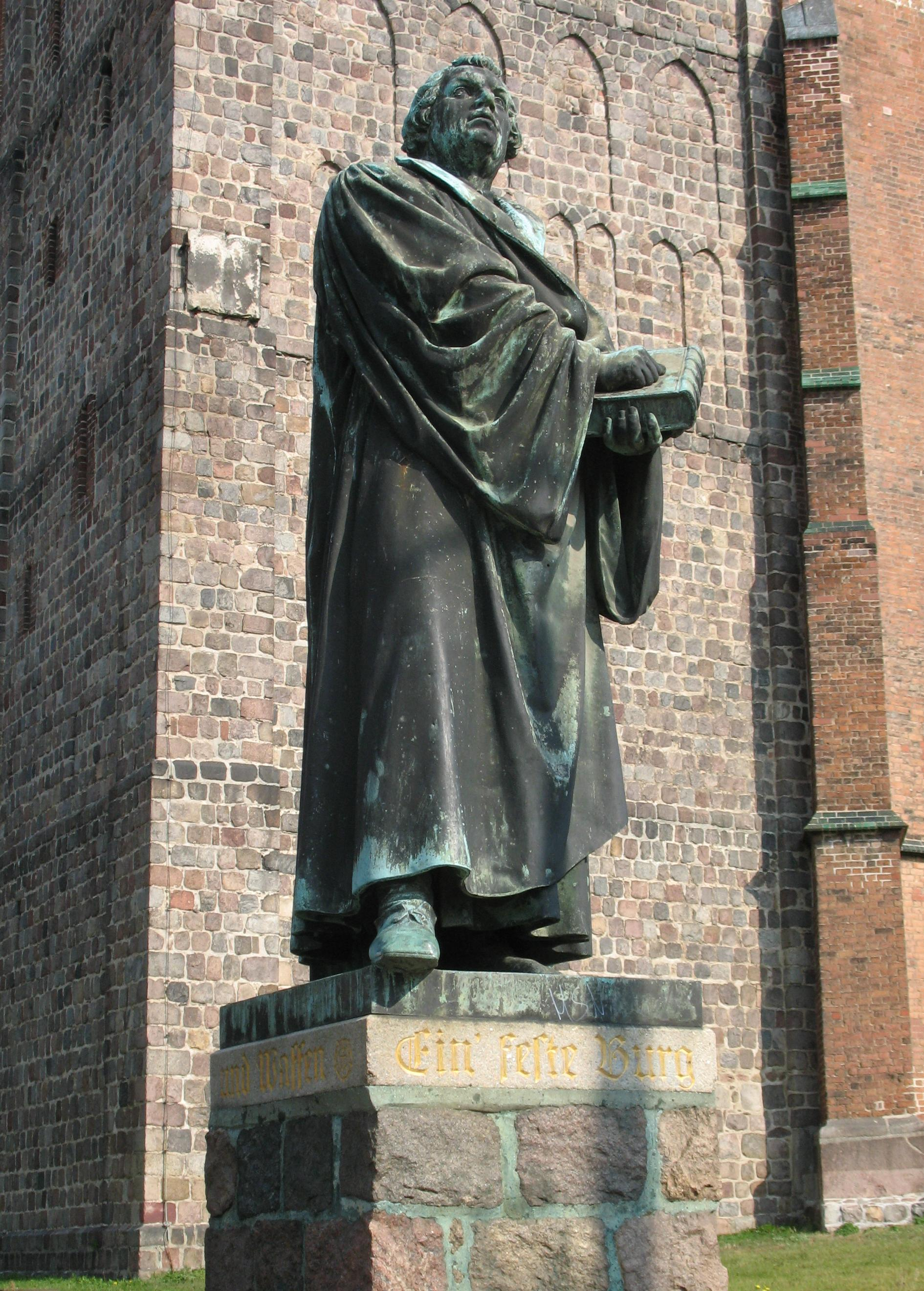
Lutherdenkmal

Der Mitteltorturm und die Marienkirche am Marktberg bilden gemeinsam eine bekannte Stadtansicht Prenzlaus. Bis zur Zerstörung im Jahr 1945 stand eine Zeile zumeist zweigeschossiger Häuser vor der Ostansicht der Kirche, die den Maßstab für die Marienkirche gab und damit die Monumentalität des Ostgiebels steigerte.
Vor der Kirche steht an der Süd-Westseite das Denkmal Luthers, das 1903 nach dem Vorbild des Originals in Worms von Ernst Rietschel geschaffen wurde.

## Kirchgemeinde
Die Marienkirche ist die evangelische Hauptpfarrkirche der Kirchengemeinde mit den Filialkirchen St. Nicolai, St. Jacobi und St. Sabini. Sie ist Mitglied im Kirchenkreis Uckermark mit seinen Kirchgemeinden. Der Kirchenkreis wird von einem Superintendenten und dem Kreiskirchenrat geleitet.
Dem Erhalt der Kirche widmet sich der Förderverein Marienkirche Prenzlau.